# Захари Караогланов
Захари Величков Караогла̀нов е български химик неорганик и университетски преподавател, професор. Той е основоположник на аналитичната химия в България и ректор на Софийския университет през 1922 – 1923 и 1932 – 1933 г.

## Биография
Роден е на 24 юни 1878 г. в Шумен. През 1902 г. завършва химия в Софийския университет. В 1903 – 1904 г. специализира в Лайпциг, а през 1911 г. – в Берлин. От 1907 г. е асистент, през 19010 г. е избран за доцент, а от 1915 г. е професор. От 1920 г. е ръководител на катедрата по аналитична химия във Физикоматематическия факултет на Софийския университет. Декан е на факултета през 1921 – 1922 и 1928 – 1929 г. От 1924 до 1929 г. е пръв председател на Съюза на химиците в България.
Научната му дейност е в областта на тегловния анализ, върху механизма и чувствителността на аналитичните реакции. Той полага основите на волтамерметрията и формулира едно от първите уравнения на електрохимичната кинетика – уравнението на Караогланов. Автор е на първия български университетски учебник по неорганична химия.

## Научни трудове
По-значими негови научни трудове са:
- „Върху редоксипроцесите при електролиза на железни соли в разтвор“ (1905 – 1906, в 2 части на немски език)
- „Систематичен ход за качествено изследване на киселини“ (1922, съавтор М. Хаджиев)
- „Ръководство по аналитична химия“ (1923 – 1924, в 2 части)
- „Химични изследвания върху състава на черноморската вода и на някои от езерата ни покрай Черно море“ (1926, съавтор М. Хаджиев)